# 天風浩一
天風 健人（あまかぜ けんと、1991年7月7日 - ）は、香川県仲多度郡琴平町出身で、押尾川部屋（入門時は尾車部屋）所属の現役大相撲力士。本名は川成 健人（かわなり けんと）。身長184.5cm、体重160.7kg、血液型はAB型。得意技は左四つ、寄り。最高位は東前頭13枚目（2016年9月場所）。好物は熊本銘菓「月紫」。

## 来歴

### 入門前
男ばかり3人兄弟の末っ子として生まれ、兄2人も習っていたことから小学校入学前から柔道を始める。琴平町立琴平小学校4年次には既にレギュラーに選抜され、香川県大会でタイトルも手にした経験もある。尊敬する先輩が通っていた四国中央市の道場に自身も参加するうちに指導方針に共感し、四国中央市立川之江北中学校へ進学。同市で柔道に明け暮れた。中学1年次から既に活躍し、愛媛県の90kg超級を制覇。2年次には四国中学総体で優勝したことにより尾車部屋関係者の目に留まり、師匠尾車親方（元大関・琴風）が自ら愛媛県まで川成少年をスカウトしに赴いた。

### 入門後
川成少年は当初相撲に強い関心は無かったものの、尾車親方のスカウトを受け、尾車部屋に入門。2007年3月場所で初土俵を踏んだ。香川県出身力士は2006年11月場所で五剣山（貴乃花部屋）が引退して以降は不在となっており、2場所ぶりの復活となった。同期生には大翔湖・土佐豊・德真鵬・丹蔵・千代嵐らがいる。前相撲は2番出世とした。当初の四股名は、本名と同じ「川成」。
初めて名前が番付に載った同年5月場所は、序ノ口で土つかずの4連勝としていたが、その後は3連敗で4勝3敗に留まった。翌7月場所は序二段で6勝1敗の好成績。序二段は5場所で通過し、2008年5月場所では三段目につく。その三段目も1年で通過して2009年5月場所で幕下に昇進すると、幕下の壁にぶつかり、1度は三段目へ降格したが、2010年9月場所以降は幕下に定着。
2012年7月場所において自己最高位の東幕下21枚目で4勝3敗と勝ち越すと、ここから3場所連続で自己最高位の更新と勝ち越しを続けた。2013年3月場所ではついに西幕下筆頭まで昇進するも1勝6敗の大敗に終わり、翌3月場所は番付を西幕下14枚目まで後退させてしまう。その後同年11月場所には東幕下3枚目まで番付を戻して関取再挑戦に臨むも、3勝3敗で迎えた7番相撲に敗れて惜しくも関取昇進を逃した。2014年1月場所は、場所前にぎっくり腰を患い初めての休場となった。復帰後の翌3月場所、続く5月場所は幕下上位に定着した実力を発揮してそれぞれ6勝1敗の好成績を残し、同年7月場所は西幕下7枚目まで番付を回復するも、負け越し。この時期には体重過多の改善に取り組み減量に成功。9月場所では勝ち越しを果たした。
翌2015年1月場所では東幕下筆頭に番付を上げると11日目に希善龍を破り勝ち越し。東幕下筆頭での勝ち越しということもあり、場所後の番付編成会議で翌3月場所での新十両昇進が決定した。十両昇進と同時に、それまで本名のままだった四股名を「天風」に改めた。

### 新十両場所以後
新十両の2015年3月場所は2日目に十両での初白星をあげると、10日目に早々と勝ち越しを決めて十両優勝を争い、最終的に2桁の白星（10勝）をあげた。しかし続く5月場所からは5場所連続で負け越し。西十両13枚目で迎えた2016年3月場所は12日目に不戦勝によって勝ち越しを決め、最終的には9勝6敗で終えて幕下陥落の危機を免れた。
場所は7勝8敗と負け越したが、翌7月場所では初日から5連勝。その後も連敗することなく白星を積み重ね、14日目に臥牙丸に勝って12勝目をあげ、この時点で自身初の十両優勝が決定。千秋楽も勝利して13勝2敗の成績を残した。優勝インタビューでは満面の笑みで「緊張せずに集中して自分の相撲が取れています」と答えており、尾車も放送で「何で今場所はこんなに変わったのか、私にもわかりません」と喜び、同場所の好成績により翌9月場所の幕内昇進が決定した。尾車は「こんなに早く昇進するとは思っていなかった」と述べ、天風本人は「プレッシャーもありますが、謹んでお受けしたい」と述べた。同場所の幕内には琴勇輝も在籍していて、54年ぶりに香川県出身力士が幕内に複数在籍することとなった。天風は「早く（琴勇輝と）戦いたい。互いに切磋琢磨して地元を沸かせたい。」と意気込みを語っていた。

### 新入幕場所以後
東前頭13枚目で迎えた2016年9月場所は2日目に遠藤を押し出して幕内初勝利。序盤5日間は3勝2敗だったが、6日目から8連敗を喫して負け越しが決定。最終成績は5勝10敗で11月場所は西十両筆頭に下がり、この場所も5勝10敗と負け越した。翌2017年1月場所は運悪く8枚下降の西十両9枚目まで番付を下げた。
2017年1月場所は宇良に十両以上では初となる決まり手襷反りで敗れたが、成績は9勝をあげて3場所ぶりの勝ち越し。襷反りでの敗戦は新聞の一面を飾ったが、このことについて場所後に参加した豆まきの場で、「宇良＝裏（うら）に表（おもて）にされた。新聞の一面に載りましたから」と語り、笑いを誘っていた。2017年は年間を通して小幅な勝ち越しと負け越しを繰り返し、十両に在位し続けた。
2018年1月場所は勝ち越したが、東7枚目の翌3月場所は十両では3勝12敗と大敗。場所後の春巡業は初日からの休場が発表された。翌5月場所は20場所ぶりに幕下に下がり東筆頭で迎えるも、照ノ富士との八番相撲に勝った「勝ち得」を含めても2勝6敗と大きく負け越した。その後、右膝の関節が外れるという大怪我の影響で2018年9月場所から3場所連続で全休した。
2019年3月場所、西序二段50枚目まで番付を下げた状況で4場所ぶりに出場。4日目の2番相撲では元大関の照ノ富士と対戦、序二段の取組で幕内在位経験者同士が対戦する非常に珍しい形となったが、出た所を小手投げで転がされて連勝を阻まれた。同場所は残りの取り組みを全て勝って6勝1敗と地力を見せて、翌5月場所で三段目に復帰。その後、2019年内の4場所続けての勝ち越しを果たした。
2020年1月場所で幕下に復帰。新型コロナウイルス感染症の流行によって中止となった5月場所を除いて小幅な勝ち越しを続け、11月場所で幕下20枚目まで番付を戻したが、この場所は7番相撲に敗れて3勝4敗と負け越し、復帰場所から9場所連続で続けていた勝ち越しが止まった。
2022年1月場所後の2月7日、それまで所属していた尾車部屋が閉鎖されたことに伴い、尾車部屋付きの22代押尾川（元関脇・豪風）が新設した押尾川部屋に移籍した。三段目で低迷し出してからは引退も考えたが、師匠の押尾川から「お前、飛燕力の前でそんなこと言えるの?」と部屋の飛燕力を引き合いに慰留された。

## 取り口
基本的に突っ張りから左四つになって寄る相撲を取り、大きな体を生かした豪快な取り口が持ち味。相手と正対して左四つに組み止めて、どんどん前に出る。新入幕の際に、尾車は「左を差して右を抱え、腹を出しながら前に出る相撲は下に通用しても上ではどうか。右上手を取って前に出てほしい。先場所のような相撲を取ってどれだけ通用するかでしょう」と天風に対してハッパをかけた。良くも悪くもワンパターンな左四つの相撲を取り、そのことから2016年9月場所後の座談会では錣山から「天風も左四つしかないですね。突っ張って出て行くだけなので、十両で通用しても幕内では通じないのではないですか。上手も取らずに左が入って、そのまま出て行くだけです。膝も曲がっていないです」と厳しい評価を下された。天風自身も2016年9月場所6日目から8連敗した相撲について「悪い相撲じゃないけど、腰が高いから力が入らない」と分析していた。腰痛もあって稽古量が少ないことから二所ノ関一門の親方衆に稽古場で叱咤されることもあり、2015年9月7日の連合稽古では、当時の一門の大関であった稀勢の里が天風に喝を入れるべく40分間続けて稽古相手になった。

## エピソード

### 四股名に関するエピソード
- 新十両の際には、師匠の尾車親方は「暁風」（ときかぜ）という四股名を候補としていたが、川成自身の希望により「天風」に決定した。十両昇進会見では同四股名は以前より温めていたものであり、琴平町の実家近くを流れる川が「天の川」という名前であることと、自身の誕生日が7月7日であること、天が上を向かうイメージなどの理由で、天の川の『天』の字をどうしても使いたいと思っていたと明かしており、同時に「でも（精神的に）甘いから『甘ちゃん』の『あま』かな」と周囲の笑いを誘っていた[23]。
- 天風を四股名として以降も、下の名前のみを複数回改め、2016年1月場所前には下の名前を「健人」から「賢人」に改めた。
- 2016年5月場所前には下の名前を「浩二」に改めた。この名前には尾車より「幕内に昇進したら（自身の名と同じ）『浩一』をやる」と奮起を促すメッセージが込められていたと[24]され、実際に新入幕を決めた2016年9月場所は下の名前を「浩一」と名乗って土俵に上がった。
- 幕内の地位を失って1年が経過した2017年9月場所以降は、下の名前を本名と同じ「健人」に戻し、2023年11月場所現在も名乗り続けている。

### 故郷香川に関するエピソード
- 2016年9月場所7日目の琴勇輝戦は明治以降初となる香川県出身者同士の幕内での取組となった。天風は敗れたものの、取組後の取材では「（地元は）瞬間視聴率すごく上がってたんじゃないですか？ これから頑張って、何回も相撲を取れたらいいと思います」と、今後も同郷対決で沸かせることを誓った。
- 上述琴勇輝戦では、立合いは押し込んだにもかかわらず引いたところを押し出され、取材陣の前では「引いちゃったよ。最初良かったのに。左は入ったんだけどな。今日はダメな相撲でした」と反省しきり。注目の同郷対決だっただけに「勝ちたい気持ちはありましたけど、引いてはダメだってことですよね」と残念がっていた[25]。

### その他
- 2017年2月、前年4月に発生した熊本地震によって甚大な損壊を被った熊本城の「復興城主」に一口、加入した。「熊本が好きで、城をめぐるのも好き。でも、熊本城には行ったことがなかった。みんなが復興に向けて一生懸命、寄付している状況の城を目に焼き付けておかないとと思った。せっかく城主になったので、見ておかないと申し訳ないですしね。観光と、反省を込めて行きました」と同年3月場所後にプライベートで熊本を観光に訪れた旨を述べた。2016年、日本相撲協会や力士は各巡業地や両国国技館で、募金活動を行い、九州出身の力士が中心となって実施したが、その中で持ち前の明るさで先頭に立って募金箱を持ち、声を張っていたのは香川県出身の天風だった。「地元ではないですけど、自分の地元がこうなったらと考えると…。だから、助け合うことは当たり前だと思っている。見に行って良かったですよ。まだガタガタで全然、撤去できていない道もあった。お城もだいぶ崩れていた。ひどい部分がいっぱいあった。でも、それに負けない皆さんの頑張りやぬくもりがあった。その力は全然、落ちていない。そんな雰囲気を感じました」と天風は語った[26]。
- 2017年7月場所初日はロールス・ロイスで場所入りした[27]。
- 2017年の夏巡業中、十両土俵入りに備え会場入りし、押し寄せるファンに対応していた際に、ファンの一人がサインを貰おうとしてキャップを外した状態で持っていたサインペンが弾みで化粧まわしに触れて黒い跡が付いてしまったという。天風はこの事故に対し「関取にとって命なんです。お金には換えられない、世界に1つしかない逸品なんです。応援してくれる、いろいろな人たちの思いが、この化粧まわしに込められているんです。ファンの人には気持ちよく相撲を見て『ああ、来て良かったな』と思って帰ってもらいたい。だから自分たちは、握手でもサインでも写真でも、気持ちよく応じているんです。お互いに、いい気持ちのまま、お別れしたいんですよ」とコメントし、憤りと悲しみを訴えていた[28]。

## 主な成績
2025年7月場所終了現在
- 通算成績：449勝413敗47休（109場所）
- 幕内成績：5勝10敗（1場所）
- 各段優勝
  - 十両優勝：1回（2016年7月場所）

### 場所別成績
| | 一月場所 初場所（東京）   | 三月場所 春場所（大阪） | 五月場所 夏場所（東京） | 七月場所 名古屋場所（愛知） | 九月場所 秋場所（東京） | 十一月場所 九州場所（福岡） |
| --- | ------------------------- | ----------------------- | ----------------------- | --------------------------- | ----------------------- | --------------------------- |
| 2007年 （平成19年） | x                         | （前相撲）              | 西序ノ口20枚目 4–3      | 東序二段114枚目 6–1         | 東序二段34枚目 1–6      | 東序二段72枚目 4–3          |
| 2008年 （平成20年） | 西序二段44枚目 5–2        | 東序二段6枚目 5–2       | 西三段目74枚目 5–2      | 西三段目45枚目 3–4          | 東三段目63枚目 4–3      | 東三段目44枚目 2–5          |
| 2009年 （平成21年） | 東三段目72枚目 6–1        | 東三段目18枚目 5–2      | 東幕下57枚目 4–3        | 西幕下47枚目 4–3            | 東幕下38枚目 2–5        | 東幕下54枚目 4–3            |
| 2010年 （平成22年） | 西幕下47枚目 3–4          | 東幕下54枚目 2–5        | 西三段目16枚目 4–3      | 西三段目3枚目 4–3           | 東幕下51枚目 4–3        | 東幕下42枚目 3–4            |
| 2011年 （平成23年） | 東幕下51枚目 3–4          | 八百長問題 により中止   | 西幕下59枚目 4–3        | 東幕下38枚目 5–2            | 東幕下23枚目 2–5        | 西幕下33枚目 4–3            |
| 2012年 （平成24年） | 西幕下28枚目 3–4          | 東幕下37枚目 3–4        | 西幕下49枚目 6–1        | 東幕下21枚目 4–3            | 東幕下16枚目 4–3        | 西幕下11枚目 5–2            |
| 2013年 （平成25年） | 東幕下5枚目 4–3           | 西幕下筆頭 1–6          | 西幕下14枚目 5–2        | 東幕下9枚目 4–3             | 東幕下8枚目 5–2         | 東幕下3枚目 3–4             |
| 2014年 （平成26年） | 東幕下6枚目 休場 0–0–7    | 西幕下46枚目 6–1        | 西幕下20枚目 6–1        | 西幕下7枚目 3–4             | 東幕下12枚目 4–3        | 西幕下9枚目 6–1             |
| 2015年 （平成27年） | 東幕下筆頭 4–3            | 西十両12枚目 10–5       | 西十両5枚目 6–9         | 西十両7枚目 6–9             | 東十両10枚目 7–8        | 西十両11枚目 6–9            |
| 2016年 （平成28年） | 東十両13枚目 7–8          | 西十両13枚目 9–6        | 西十両9枚目 7–8         | 西十両11枚目 優勝 13–2      | 東前頭13枚目 5–10       | 西十両筆頭 5–10             |
| 2017年 （平成29年） | 西十両9枚目 9–6           | 西十両7枚目 6–9         | 西十両10枚目 9–6        | 東十両7枚目 7–8             | 東十両9枚目 8–7         | 西十両6枚目 6–9             |
| 2018年 （平成30年） | 東十両8枚目 8–7           | 東十両7枚目 3–12        | 東幕下筆頭 2–6          | 西幕下13枚目 0–2–5          | 東幕下49枚目 休場 0–0–7 | 西三段目29枚目 休場 0–0–7   |
| 2019年 （平成31年 /令和元年） | 西三段目90枚目 休場 0–0–7 | 西序二段50枚目 6–1      | 東三段目84枚目 5–2      | 西三段目49枚目 5–2          | 東三段目27枚目 5–2      | 東三段目3枚目 4–3           |
| 2020年 （令和2年） | 東幕下55枚目 4–3          | 西幕下46枚目 4–3        | 感染症拡大 により中止   | 東幕下36枚目 4–3            | 西幕下26枚目 4–3        | 西幕下20枚目 3–4            |
| 2021年 （令和3年） | 東幕下29枚目 3–4          | 東幕下37枚目 4–3        | 東幕下27枚目 4–3        | 西幕下19枚目 3–4            | 東幕下27枚目 2–5        | 東幕下40枚目 3–4            |
| 2022年 （令和4年） | 東幕下49枚目 2–5          | 東三段目17枚目 5–2      | 東幕下53枚目 休場 0–0–7 | 西三段目33枚目 休場 0–0–7   | 西序二段3枚目 4–3       | 東三段目74枚目 5–2          |
| 2023年 （令和5年） | 東三段目37枚目 3–4        | 西三段目56枚目 5–2      | 東三段目26枚目 4–3      | 東三段目14枚目 4–3          | 西三段目4枚目 5–2       | 西幕下40枚目 3–4            |
| 2024年 （令和6年） | 東幕下51枚目 5–2          | 西幕下32枚目 1–6        | 東三段目2枚目 5–2       | 東幕下38枚目 2–5            | 西幕下59枚目 2–5        | 西三段目11枚目 2–5          |
| 2025年 （令和7年） | 西三段目39枚目 2–5        | 東三段目65枚目 5–2      | 西三段目34枚目 2–5      | 東三段目65枚目 3–4          | x                       | x                           |
| 各欄の数字は、「勝ち-負け-休場」を示す。 優勝 引退 休場 十両 幕下 三賞：敢=敢闘賞、殊=殊勲賞、技=技能賞 その他：★=金星 番付階級：幕内 - 十両 - 幕下 - 三段目 - 序二段 - 序ノ口 幕内序列：横綱 - 大関 - 関脇 - 小結 - 前頭（「#数字」は各位内の序列） |                           |                         |                         |                             |                         |                             |

### 幕内対戦成績
| 力士名 | 勝数 | 負数 | 力士名 | 勝数 | 負数 | 力士名   | 勝数 | 負数 | 力士名 | 勝数 | 負数 |
| ------ | ---- | ---- | ------ | ---- | ---- | -------- | ---- | ---- | ------ | ---- | ---- |
| 遠藤   | 1    | 0    | 臥牙丸 | 1    | 0    | 輝       | 0    | 1    | 旭秀鵬 | 1    | 0    |
| 琴勇輝 | 0    | 1    | 松鳳山 | 0    | 1    | 蒼国来   | 0    | 1    | 大栄翔 | 0    | 1    |
| 大翔丸 | 1    | 0    | 玉鷲   | 0    | 1    | 千代翔馬 | 0    | 1    | 德勝龍 | 0    | 1    |
| 豊響   | 0    | 1    | 錦木   | 0    | 1    |          |      |      |        |      |      |

太字は2025年7月場所現在、現役力士。

## 改名歴
- 川成 健人（かわなり けんと） 2007年3月場所 - 2015年1月場所
- 天風 健人（あまかぜ けんと）2015年3月場所 - 2015年11月場所、2017年9月場所 -
- 天風 賢人（あまかぜ けんと）2016年1月場所 - 2016年3月場所
- 天風 浩二（あまかぜ こうじ）2016年5月場所 - 2016年7月場所
- 天風 浩一（あまかぜ こういち）2016年9月場所 - 2017年7月場所